# Rio Paracatu
Le rio Paracatu est une rivière du Brésil dans la province de Minas Gerais. 
Elle descend, sous le nom de rio Escuro, de la sierra de Tiririoa, près et à l’O. de Paracatu, coule à l’E. et se jette dans le rio São Francisco, par la rive gauche.

## Source
« Rio Paracatu », dans Pierre Larousse, Grand dictionnaire universel du XIXe siècle, Paris, Administration du grand dictionnaire universel, 15 vol., 1863-1890 [détail des éditions].